# Municipio de Gilstrap
El municipio de Gilstrap (en inglés: Gilstrap Township) es un municipio ubicado en el condado de Adams en el estado estadounidense de Dakota del Norte. En el año 2010 tenía una población de 20 habitantes y una densidad poblacional de 0,21 personas por km².

## Geografía
El municipio de Gilstrap se encuentra ubicado en las coordenadas 45°59′16″N 102°18′29″O / 45.98778, -102.30806. Según la Oficina del Censo de los Estados Unidos, el municipio tiene una superficie total de 93.1 km², de la cual 93,06 km² corresponden a tierra firme y (0,04 %) 0,03 km² es agua.

## Demografía
Según el censo de 2010, había 20 personas residiendo en el municipio de Gilstrap. La densidad de población era de 0,21 hab./km². De los 20 habitantes, el municipio de Gilstrap estaba compuesto por el 100 % blancos. Del total de la población el 0 % eran hispanos o latinos de cualquier raza.